# Malesherbes (métro de Paris)
Pour les articles homonymes, voir Malesherbes.
Malesherbes est une station de la ligne 3 du métro de Paris, située dans le 17e arrondissement de Paris.

## Situation
La station est implantée au sud-est du quartier de la Plaine-de-Monceaux, sous la place du Général-Catroux, dans l'axe de l'avenue de Villiers à l'ouest de son intersection avec le boulevard Malesherbes. Approximativement orientée est-ouest, elle s'intercale entre les stations Wagram et Villiers, cette dernière étant précédée d'un raccordement vers une ancienne boucle terminale de la ligne 3 sous le parc Monceau, embranchée en talon sur la voie en direction de Gallieni.

## Histoire
La station est ouverte le 23 mai 1910 avec la mise en service du deuxième prolongement de la ligne 3, depuis Villiers jusqu'au terminus provisoire de Pereire à l'ouest.
Elle doit son nom à sa proximité avec le boulevard Malesherbes, lequel reçut sa dénomination sous la Restauration afin de rendre hommage à l'académicien français Chrétien Guillaume de Lamoignon de Malesherbes (1721-1794), magistrat, botaniste et homme d'État qui fut guillotiné sous la Terreur.
Dans le cadre du programme « Renouveau du métro » de la RATP, les couloirs de la station ainsi que l'éclairage des quais sont rénovés dans le courant des années 2000.
Le 12 septembre 2024, dans le cadre d'une opération baptisée « Ticket to LA », la RATP remplace provisoirement la moitié des plaques nominatives sur les quais afin de célébrer le passage de témoin entre les Jeux olympiques d'été de 2024 à Paris et ceux de 2028 à Los Angeles, comme dans cinq autres stations du réseau renommées d'après des secteurs célèbres du comté de Los Angeles. Malesherbes est ainsi humoristiquement rebaptisée « Malibu » et sous-titrée Los Angeles 2028.

### Fréquentation
Selon les estimations de la RATP, la station a vu entrer 2 406 916 voyageurs en 2019, ce qui la place à la 214e position des stations de métro pour sa fréquentation sur 302,. En 2020, avec la crise du Covid-19, son trafic annuel tombe à 1 133 574 voyageurs, la reléguant alors au 229e rang sur 304,, avant de remonter progressivement en 2021 avec 1 427 143 entrants comptabilisés, ce qui la rétrograde cependant à la 240e position des stations du réseau pour sa fréquentation cette année-là.

## Services aux voyageurs

### Accès
La station dispose d'une entrée principale et d'une sortie secondaire, agrémentés pour chacun d'une balustrade en fer forgé dans le style Dervaux des années 1930 :
- l'accès no 1 « Place du Général-Catroux », constitué d'un escalier fixe, débouchant au droit du no 15 de la place précitée, sur son extrémité occidentale ;
- l'accès no 2 « Avenue de Villiers », constitué d'une escalier mécanique montant permettant uniquement la sortie, se trouvant face au no 40 de cette avenue.

La station est parmi les rares du réseau à ne disposer d'aucun mât signalant la présence de ses accès, l'entrée principale n'étant munie que d'un porte-plan sur son flanc arrière.

Accès à la station
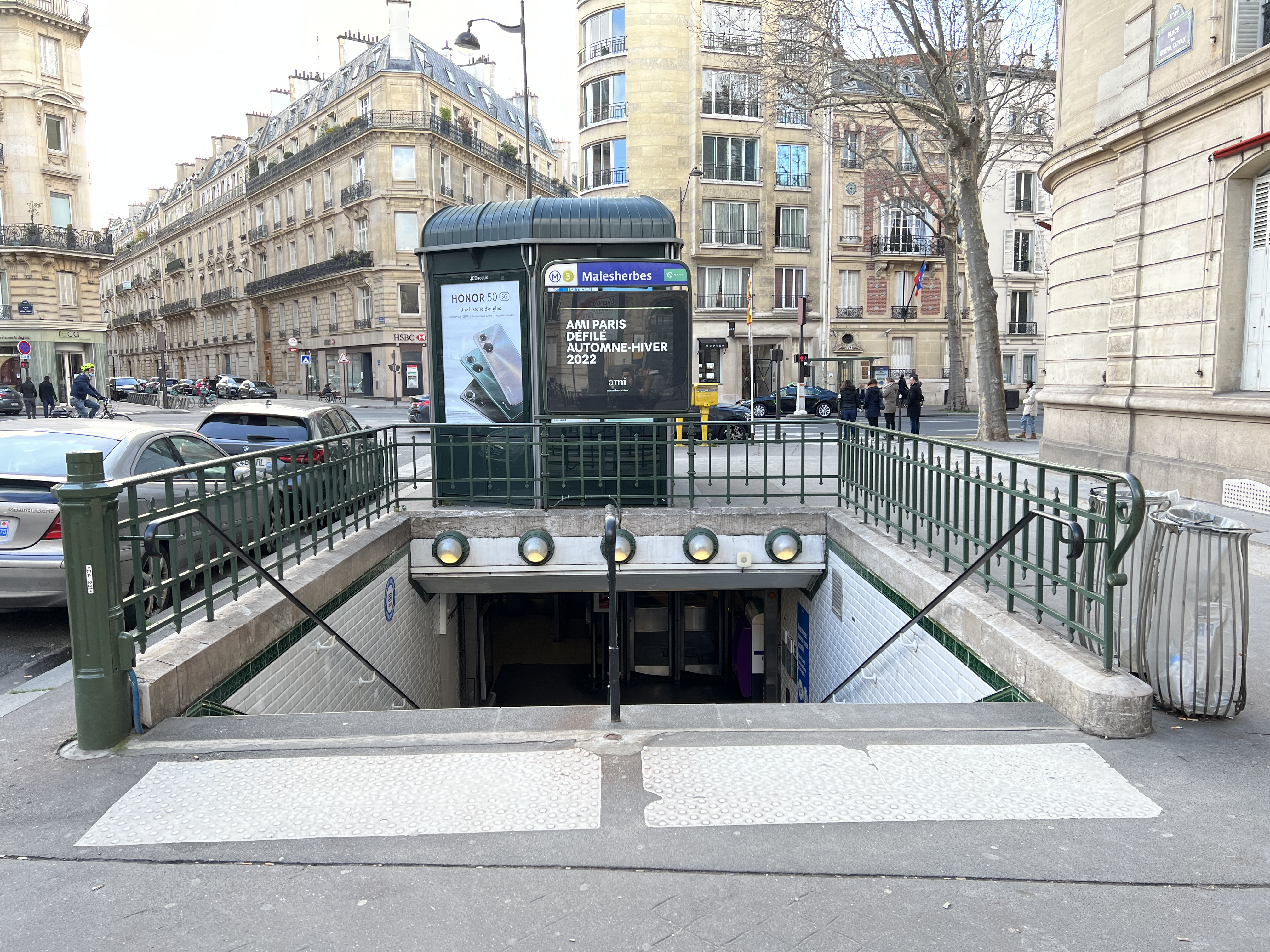
L'accès no 1, « Place du Général-Catroux ».
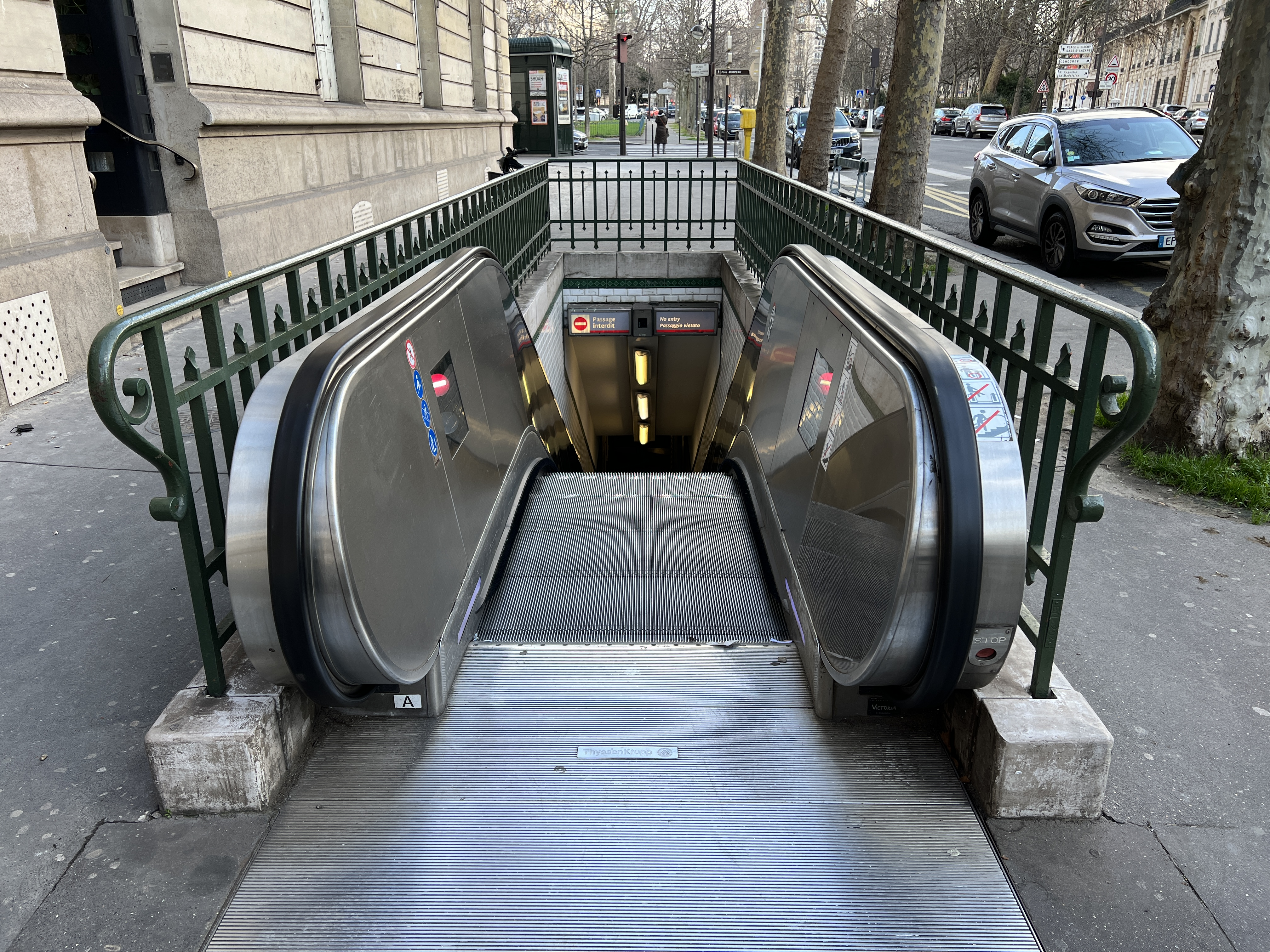
La sortie no 2, « Avenue de Villiers ».

### Quais
Malesherbes est une station de configuration standard pour le métro de Paris : elle possède deux quais, d'une longueur conventionnelle de 75 mètres, séparés par les voies du métro situées au centre et la voûte est elliptique. La décoration est du style utilisé pour la majorité des stations de métro : les bandeaux d'éclairage sont blancs et arrondis dans le style « Gaudin » du renouveau du métro des années 2000, et les carreaux de céramique blancs biseautés recouvrent les piédroits ainsi que les tympans, tandis que la voûte est simplement peinte en blanc. Les cadres publicitaires sont métalliques et le nom de la station est inscrit en police de caractères Parisine sur des plaques émaillées. Des bancs en lattes de bois peintes en vert foncé sont à disposition des voyageurs.

Quais de la station
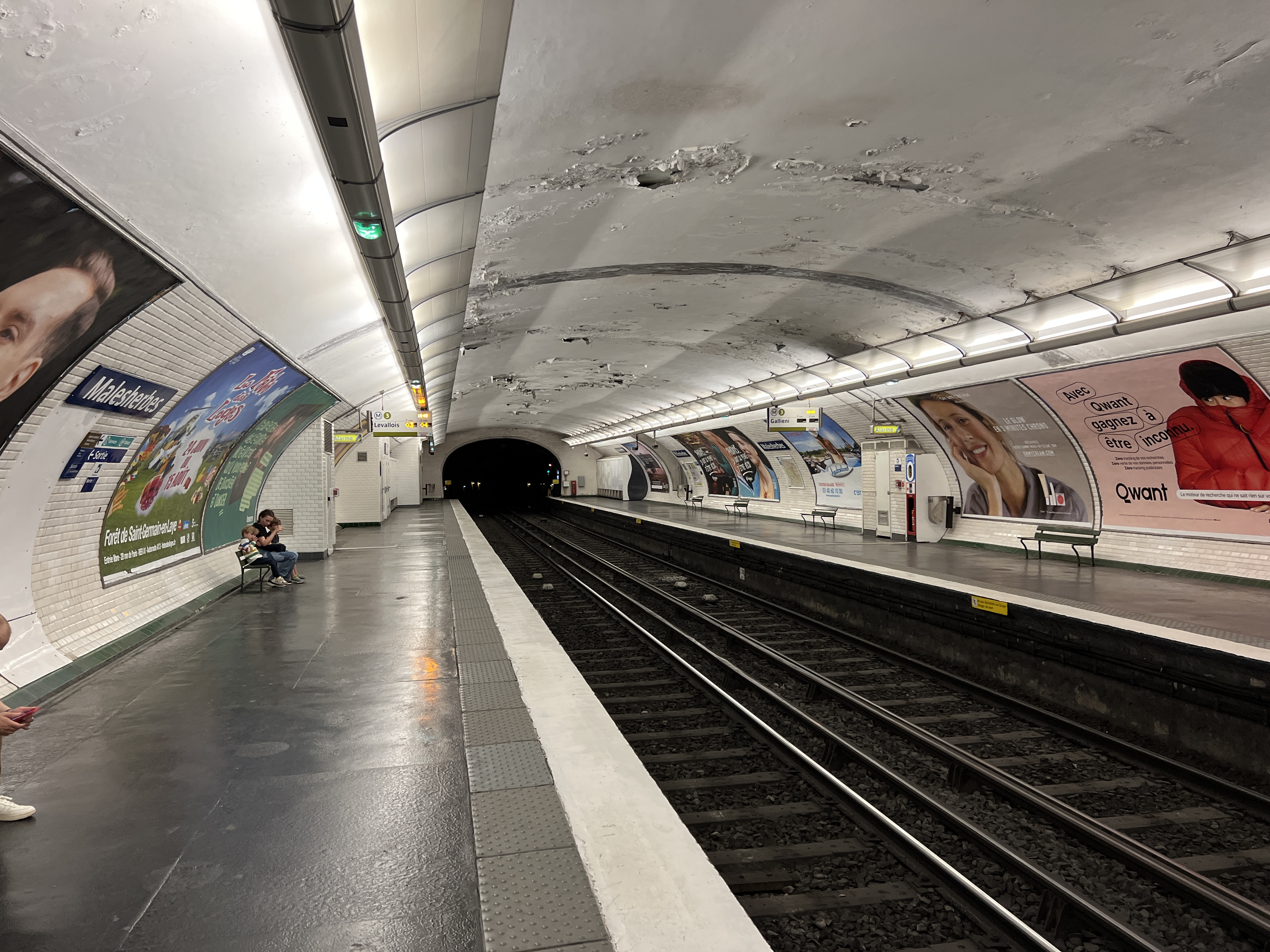
Les quais vus en direction de Gallieni.
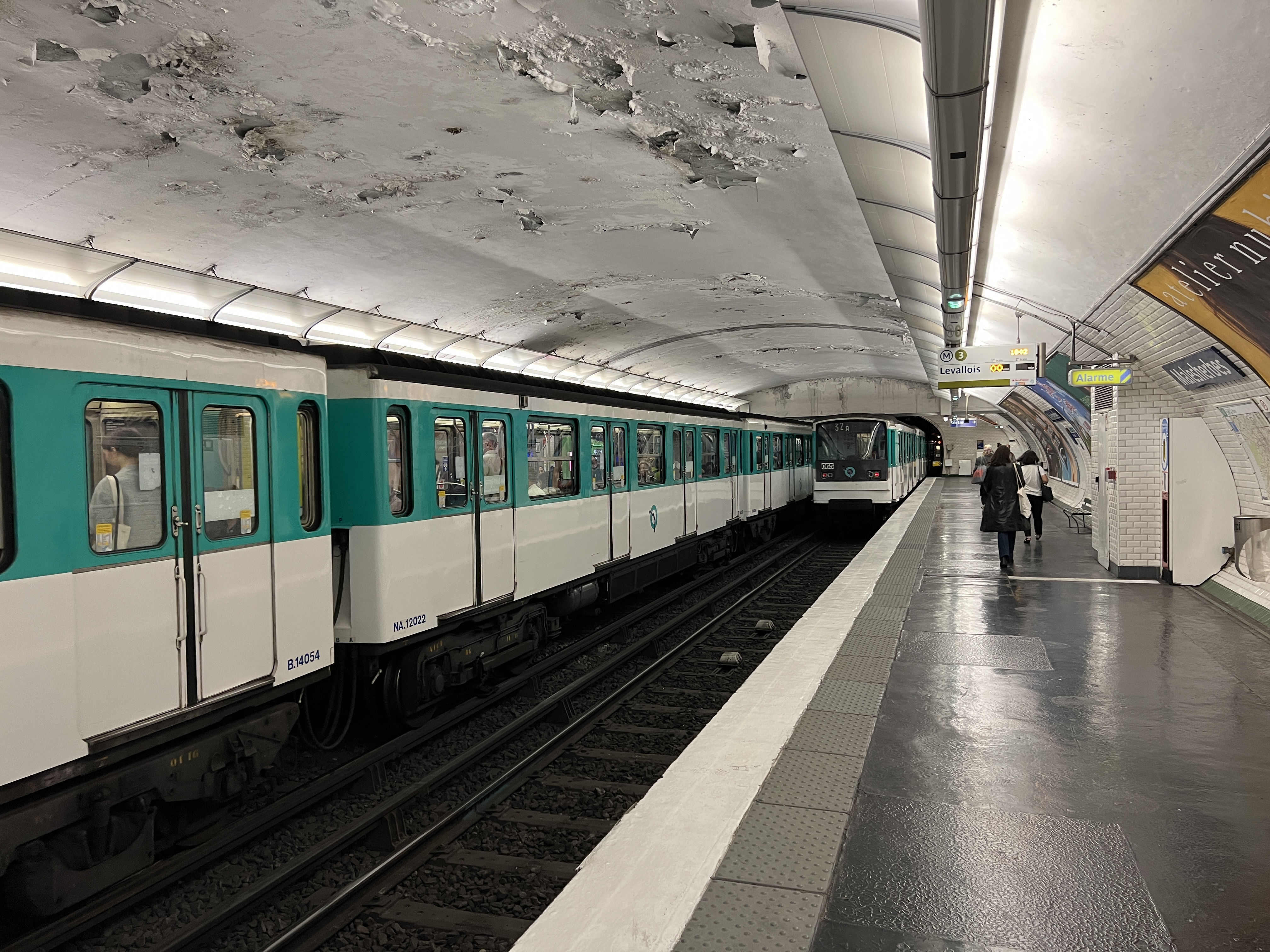
Croisement entre deux rames MF 67 rénovées.
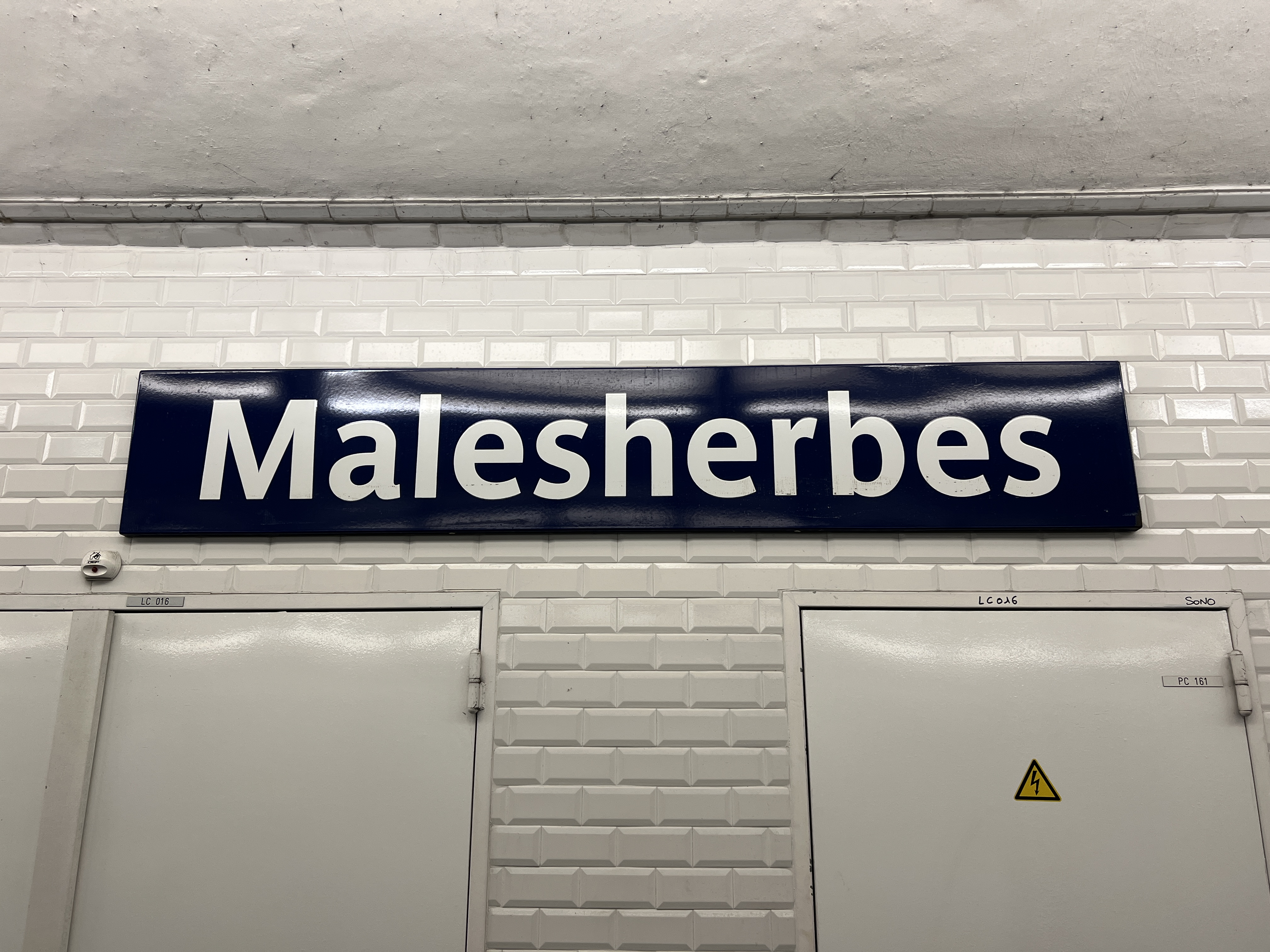
Plaque émaillée indiquant le nom de la station.

### Intermodalité
La station est desservie par les lignes 20, 93 du réseau de bus RATP, et, la nuit, par les lignes N16 et N52 du réseau Noctilien.

## À proximité
- Université Paris-Sorbonne (site du boulevard Malesherbes)
- Lycée Carnot
- Jardin Solitude
- Cité de l'Économie
- Ambassade du Liberia
- Consulat général d'Haïti
- Musée national Jean-Jacques-Henner
- École normale de musique de Paris